# Valle Hermoso, Guerrero
Valle Hermoso är en ort i Mexiko.   Den ligger i kommunen Metlatónoc och delstaten Guerrero, i den sydöstra delen av landet, 270 km söder om huvudstaden Mexico City. Valle Hermoso ligger 759 meter över havet och antalet invånare är 317.
Terrängen runt Valle Hermoso är kuperad åt sydost, men åt nordväst är den bergig. Valle Hermoso ligger nere i en dal. Runt Valle Hermoso är det ganska glesbefolkat, med 27 invånare per kvadratkilometer. Närmaste större samhälle är Tierra Colorada, 7,1 km öster om Valle Hermoso. I omgivningarna runt Valle Hermoso växer huvudsakligen savannskog.